# League Cup 1974/75
Der League Cup 1974/75 war die 15. Austragung des Football League Cup (meist nur als League Cup bekannt).
Am Pokalwettbewerb, der am 19. August 1974 für die 92 englischen Spitzenvereine begann, nahmen zum fünften Mal alle Mannschaften teil und wurde in den ersten fünf Runden im K.-o.-System über eine Partie und im Halbfinale über Hin- und Rückspiel entschieden. Das Finale, das am 1. März 1975 in nur einem Spiel im neutralen Wembley-Stadion ausgetragen wurde, entschied der Zweitligist Aston Villa mit 1:0 für sich. Unterlegener Finalist war Norwich City.

## Wettbewerb

### Erste Runde
Zur ersten Runde traten die Vereine an, die in der Vorsaison 1973/74 die 56 schwächsten Platzierungen in der Gesamttabelle aller vier Profiligen belegt haben. Anders gesprochen hatten die besten 36 Mannschaften im englischen Profiligasystem in der ersten Runde ein Freilos.
| Datum           |                    | Ergebnis |                        |
| --------------- | ------------------ | -------- | ---------------------- |
| 19. August 1974 | Bristol City       | 2:1      | Cardiff City           |
| 20. August 1974 | FC Barnsley        | 0:1      | Halifax Town           |
| 20. August 1974 | Bradford City      | 2:1      | FC Darlington          |
| 20. August 1974 | Bristol Rovers     | 0:0      | Plymouth Argyle        |
| 20. August 1974 | FC Bury            | 2:0      | Oldham Athletic        |
| 20. August 1974 | Charlton Athletic  | 4:0      | Peterborough United    |
| 20. August 1974 | Colchester United  | 1:0      | Oxford United          |
| 20. August 1974 | Doncaster Rovers   | 2:1      | Mansfield Town         |
| 20. August 1974 | AFC Newport County | 1:0      | Torquay United         |
| 20. August 1974 | Northampton Town   | 1:0      | Port Vale              |
| 20. August 1974 | Preston North End  | 1:0      | AFC Rochdale           |
| 20. August 1974 | Rotherham United   | 1:1      | Lincoln City           |
| 20. August 1974 | Scunthorpe United  | 1:0      | Sheffield Wednesday    |
| 20. August 1974 | Swindon Town       | 0:1      | FC Portsmouth          |
| 20. August 1974 | AFC Wrexham        | 1:2      | Crewe Alexandra        |
| 21. August 1974 | FC Brentford       | 3:0      | FC Aldershot           |
| 21. August 1974 | FC Chester         | 2:1      | FC Walsall             |
| 21. August 1974 | FC Chesterfield    | 3:0      | Grimsby Town           |
| 21. August 1974 | Exeter City        | 3:1      | Swansea City           |
| 21. August 1974 | FC Gillingham      | 1:1      | AFC Bournemouth        |
| 21. August 1974 | Hereford United    | 1:1      | Shrewsbury Town        |
| 21. August 1974 | FC Reading         | 0:0      | Brighton & Hove Albion |
| 21. August 1974 | Southend United    | 2:0      | Cambridge United       |
| 21. August 1974 | FC Southport       | 0:2      | Tranmere Rovers        |
| 21. August 1974 | Stockport County   | 0:2      | Blackburn Rovers       |
| 21. August 1974 | FC Watford         | 1:1      | Crystal Palace         |
| 21. August 1974 | AFC Workington     | 1:2      | Hartlepool United      |
| 21. August 1974 | York City          | 0:2      | Huddersfield Town      |

#### Wiederholungsspiele
| Datum             |                        | Ergebnis  |                        |
| ----------------- | ---------------------- | --------- | ---------------------- |
| 27. August 1974   | Crystal Palace         | 5:1       | FC Watford             |
| 27. August 1974   | Plymouth Argyle        | 0:1       | Bristol Rovers         |
| 27. August 1974   | Shrewsbury Town        | 0:1       | Hereford United        |
| 28. August 1974   | AFC Bournemouth        | 1:1 n. V. | FC Gillingham          |
| 28. August 1974   | Brighton & Hove Albion | 2:2 n. V. | FC Reading             |
| 28. August 1974   | Lincoln City           | 1:1 n. V. | Rotherham United       |
| 3. September 1974 | FC Gillingham          | 1:2 n. V. | AFC Bournemouth        |
| 3. September 1974 | FC Reading             | 0:0 n. V. | Brighton & Hove Albion |
| 3. September 1974 | Rotherham United       | 2:1       | Lincoln City           |
| 5. September 1974 | Brighton & Hove Albion | 2:3       | FC Reading             |

### Zweite Runde
Aus den beiden oberen Spielklassen gesellten sich nun die verbliebenen 36 Mannschaften hinzu.
| Datum              |                         | Ergebnis |                    |
| ------------------ | ----------------------- | -------- | ------------------ |
| 10. September 1974 | FC Arsenal              | 1:1      | Leicester City     |
| 10. September 1974 | Aston Villa             | 1:1      | FC Everton         |
| 10. September 1974 | Bolton Wanderers        | 0:0      | Norwich City       |
| 10. September 1974 | AFC Bournemouth         | 1:1      | Hartlepool United  |
| 10. September 1974 | Bradford City           | 0:1      | Carlisle United    |
| 10. September 1974 | FC Bury                 | 2:0      | Doncaster Rovers   |
| 10. September 1974 | FC Chester              | 3:1      | FC Blackpool       |
| 10. September 1974 | Coventry City           | 1:2      | Ipswich Town       |
| 10. September 1974 | Crewe Alexandra         | 2:1      | Birmingham City    |
| 10. September 1974 | Crystal Palace          | 1:4      | Bristol City       |
| 10. September 1974 | Exeter City             | 0:1      | Hereford United    |
| 10. September 1974 | Huddersfield Town       | 1:1      | Leeds United       |
| 10. September 1974 | Hull City               | 1:2      | FC Burnley         |
| 10. September 1974 | FC Liverpool            | 2:1      | FC Brentford       |
| 10. September 1974 | Luton Town              | 1:0      | Bristol Rovers     |
| 10. September 1974 | Manchester City         | 6:0      | Scunthorpe United  |
| 10. September 1974 | Northampton Town        | 2:2      | Blackburn Rovers   |
| 10. September 1974 | Nottingham Forest       | 1:1      | Newcastle United   |
| 10. September 1974 | FC Portsmouth           | 1:5      | Derby County       |
| 10. September 1974 | Preston North End       | 2:0      | AFC Sunderland     |
| 10. September 1974 | Queens Park Rangers     | 1:1      | Leyton Orient      |
| 10. September 1974 | FC Reading              | 4:2      | Rotherham United   |
| 10. September 1974 | Sheffield United        | 3:1      | FC Chesterfield    |
| 10. September 1974 | FC Southampton          | 1:0      | Notts County       |
| 10. September 1974 | Southend United         | 0:2      | Colchester United  |
| 10. September 1974 | Stoke City              | 3:0      | Halifax Town       |
| 10. September 1974 | Tottenham Hotspur       | 0:4      | FC Middlesbrough   |
| 10. September 1974 | Tranmere Rovers         | 0:0      | West Ham United    |
| 10. September 1974 | West Bromwich Albion    | 1:0      | FC Millwall        |
| 10. September 1974 | Wolverhampton Wanderers | 1:3      | FC Fulham          |
| 11. September 1974 | FC Chelsea              | 4:2      | AFC Newport County |
| 11. September 1974 | Manchester United       | 5:1      | Charlton Athletic  |

#### Wiederholungsspiele
| Datum              |                   | Ergebnis  |                     |
| ------------------ | ----------------- | --------- | ------------------- |
| 17. September 1974 | Leyton Orient     | 0:3       | Queens Park Rangers |
| 17. September 1974 | Norwich City      | 3:1       | Bolton Wanderers    |
| 18. September 1974 | Blackburn Rovers  | 1:0       | Northampton Town    |
| 18. September 1974 | FC Everton        | 0:3       | Aston Villa         |
| 18. September 1974 | Hartlepool United | 2:2 n. V. | AFC Bournemouth     |
| 18. September 1974 | Leicester City    | 2:1       | FC Arsenal          |
| 18. September 1974 | West Ham United   | 6:0       | Tranmere Rovers     |
| 23. September 1974 | AFC Bournemouth   | 1:1 n. V. | Hartlepool United   |
| 24. September 1974 | Leeds United      | 1:1 n. V. | Huddersfield Town   |
| 25. September 1974 | Newcastle United  | 3:0       | Nottingham Forest   |
| 26. September 1974 | Hartlepool United | 1:0       | AFC Bournemouth     |
| 7. Oktober 1974    | Huddersfield Town | 1:2       | Leeds United        |

### Dritte Runde
| Datum           |                      | Ergebnis |                   |
| --------------- | -------------------- | -------- | ----------------- |
| 8. Oktober 1974 | Bristol City         | 0:0      | FC Liverpool      |
| 8. Oktober 1974 | FC Chester           | 1:0      | Preston North End |
| 8. Oktober 1974 | Colchester United    | 2:0      | Carlisle United   |
| 8. Oktober 1974 | Crewe Alexandra      | 2:2      | Aston Villa       |
| 8. Oktober 1974 | FC Fulham            | 2:1      | West Ham United   |
| 8. Oktober 1974 | Hartlepool United    | 1:1      | Blackburn Rovers  |
| 8. Oktober 1974 | Ipswich Town         | 4:1      | Hereford United   |
| 8. Oktober 1974 | FC Middlesbrough     | 1:0      | Leicester City    |
| 8. Oktober 1974 | Queens Park Rangers  | 0:4      | Newcastle United  |
| 8. Oktober 1974 | FC Reading           | 1:2      | FC Burnley        |
| 8. Oktober 1974 | Sheffield United     | 2:0      | Luton Town        |
| 8. Oktober 1974 | FC Southampton       | 5:0      | Derby County      |
| 8. Oktober 1974 | West Bromwich Albion | 1:1      | Norwich City      |
| 9. Oktober 1974 | FC Bury              | 1:2      | Leeds United      |
| 9. Oktober 1974 | FC Chelsea           | 2:2      | Stoke City        |
| 9. Oktober 1974 | Manchester United    | 1:0      | Manchester City   |

#### Wiederholungsspiele
| Datum            |                  | Ergebnis  |                   |
| ---------------- | ---------------- | --------- | ----------------- |
| 16. Oktober 1974 | Aston Villa      | 1:0       | Crewe Alexandra   |
| 16. Oktober 1974 | Blackburn Rovers | 1:2       | Hartlepool United |
| 16. Oktober 1974 | FC Liverpool     | 4:0       | Bristol City      |
| 16. Oktober 1974 | Norwich City     | 2:0 n. V. | West Bromwich     |
| 16. Oktober 1974 | Stoke City       | 1:1 n. V. | FC Chelsea        |
| 22. Oktober 1974 | Stoke City       | 6:2       | FC Chelsea        |

### Vierte Runde
| Datum             |                   | Ergebnis |                  |
| ----------------- | ----------------- | -------- | ---------------- |
| 13. November 1974 | FC Chester        | 3:0      | Leeds United     |
| 13. November 1974 | Colchester United | 0:0      | FC Southampton   |
| 13. November 1974 | Hartlepool United | 1:1      | Aston Villa      |
| 13. November 1974 | Ipswich Town      | 2:1      | Stoke City       |
| 13. November 1974 | FC Liverpool      | 0:1      | FC Middlesbrough |
| 13. November 1974 | Manchester United | 3:2      | FC Burnley       |
| 13. November 1974 | Newcastle United  | 3:0      | FC Fulham        |
| 13. November 1974 | Sheffield United  | 2:2      | Norwich City     |

#### Wiederholungsspiele
| Datum             |                | Ergebnis  |                   |
| ----------------- | -------------- | --------- | ----------------- |
| 25. November 1974 | Aston Villa    | 6:1       | Hartlepool United |
| 25. November 1974 | FC Southampton | 0:1       | Colchester United |
| 27. November 1974 | Norwich City   | 2:1 n. V. | Sheffield United  |

### Viertelfinale
| Datum            |                   | Ergebnis |                   |
| ---------------- | ----------------- | -------- | ----------------- |
| 4. Dezember 1974 | Colchester United | 1:2      | Aston Villa       |
| 4. Dezember 1974 | FC Middlesbrough  | 0:0      | Manchester United |
| 4. Dezember 1974 | Newcastle United  | 0:0      | FC Chester        |
| 4. Dezember 1974 | Norwich City      | 1:1      | Ipswich Town      |

#### Wiederholungsspiele
| Datum             |                   | Ergebnis |                  |
| ----------------- | ----------------- | -------- | ---------------- |
| 10. Dezember 1974 | Ipswich Town      | 1:2      | Norwich City     |
| 18. Dezember 1974 | FC Chester        | 1:0      | Newcastle United |
| 18. Dezember 1974 | Manchester United | 3:0      | FC Middlesbrough |

### Halbfinale
Die Hinspiele wurden am 15. Januar 1975, die Rückspiele am 22. Januar 1975 ausgetragen.
|                   | Gesamt |              | Hinspiel | Rückspiel |
| ----------------- | ------ | ------------ | -------- | --------- |
| FC Chester        | 4:5    | Aston Villa  | 2:2      | 2:3       |
| Manchester United | 2:3    | Norwich City | 2:2      | 0:1       |

### Finale
| Aston Villa                                       | Aston Villa | Norwich City | Norwich City |
| ------------------------------------------------- | --- | --- | ------------ |
| Aston Villa                                       | \| Finale \| \| Samstag, 1. März 1975 in London (Wembley-Stadion) \| \| Ergebnis: 1:0 (0:0) \| \| Zuschauer: 95.946 \| \| Schiedsrichter: Gordon Hill \| \| Spielbericht \|          | \| Finale \| \| Samstag, 1. März 1975 in London (Wembley-Stadion) \| \| Ergebnis: 1:0 (0:0) \| \| Zuschauer: 95.946 \| \| Schiedsrichter: Gordon Hill \| \| Spielbericht \|           | Norwich City |
| Aston Villa                                       | Jim Cumbes, John Robson, Charlie Aitken, Ian Ross, Chris Nicholl, Bobby McDonald, Ray Graydon, Brian Little, Keith Leonard, Chico Hamilton, Frank Carrodus Cheftrainer: Ron Saunders | Kevin Keelan, Mel Machin, Colin Sullivan, Peter Morris, Duncan Forbes, Dave Stringer, Johnny Miller, Ted MacDougall, Phil Boyer, Colin Suggett, Tony Powell Cheftrainer: Billy Steele | Norwich City |
| Aston Villa                                       | 1:0 Ray Graydon (81.) | | Norwich City |
| Finale                                            | | |              |
| Samstag, 1. März 1975 in London (Wembley-Stadion) | | |              |
| Ergebnis: 1:0 (0:0)                               | | |              |
| Zuschauer: 95.946                                 | | |              |
| Schiedsrichter: Gordon Hill                       | | |              |
| Spielbericht                                      | | |              |